# Kaspar Ritter (Baumeister)
Kaspar Ritter  (* 17. Oktober 1863 in Egg, Vorarlberg; † 1954 ebenda) war ein österreichischer Kunsttischler und Baumeister. Er gilt als Vertreter der Moderne im Bregenzerwald um 1900.

## Leben
Er war Kunsttischler, Planer u. a. Bauleiter der Bregenzerwaldbahn und maßgeblich an der Einführung der Massivbauweise im Bregenzerwald beteiligt.
Kaspar Ritter beschäftigte sich wie kaum ein anderer in der damals bäuerlich geprägten Gegend mit den zeitgenössischen künstlerischen Stilen. Auf ihn gehen das Heilig Grab, die Kirchenbänke und Beichtstühle in der Pfarrkirche Egg (1900), sowie die Kirchenbänke und das Wandbrusttäfer der Pfarrkirche Großdorf zurück. Er plante sein eigenes Wohnhaus die Villa Ritter und das Haus Nr. 499 in Egg. Eine starke berufliche und freundschaftliche Verbindung zu Johann Bertolini spiegeln sich in gemeinsamen Bauunternehmungen wie 1892 das Wohnhaus zur Ziegelei in Bezau, dass zur Gänze mit eigenen Ziegeln gebaut wurde, im Löwensaal (1894) und in der Bahnhofsrestauration (1908) in Egg, Teilstrecken der Bregenzerwaldbahn (1901/02), des E-Werks (1906) und der Rainertobelbrücke (1911) in Egg wider, in der Ritter als Planer, Bauleiter oder für den Innenausbau verantwortlich zeichnete. 1927 übernahm er die Bauleitung des Kriegerdenkmals in Egg, nach einem Entwurf vom Bildhauer Kaspar Albrecht, Au.
Er beantragte am 17. Juni 1938 die Aufnahme in die NSDAP und wurde rückwirkend zum 1. Mai desselben Jahres aufgenommen (Mitgliedsnummer 6.360.009).

### Villa Ritter
1899 plante Ritter, nachdem er die Weltausstellung in Paris besucht hatte, sein Wohnhaus in Egg im Stil einer bürgerlichen Villa mit flachem Mansardwalmdach und geschwungenem Giebelerker, der ursprünglich, von Giebelakroterien in Form von Vasen eingefasst war. Die Fassade ziert neobarockes Putzdekor. Bei der Inneneinrichtung griff Ritter auf Jugendstilelemente zurück und war damit auf der Höhe seiner Zeit.

Villa Ritter, Egg, Außenansicht, um 1910
Villa Ritter, Egg, Außenansicht, 2007
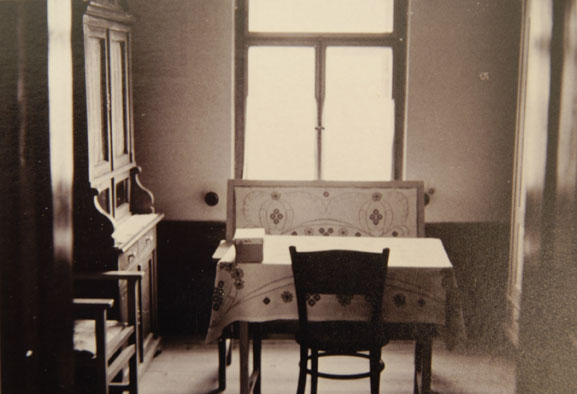
Villa Ritter, Egg, Innenansicht, um 1910
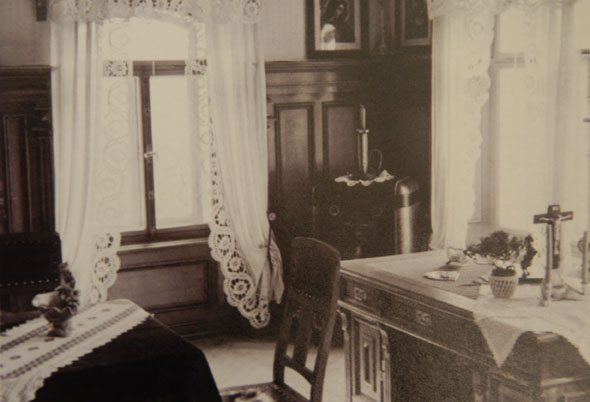
Villa Ritter, Egg, Innenansicht, um 1910

### Heilig Grab

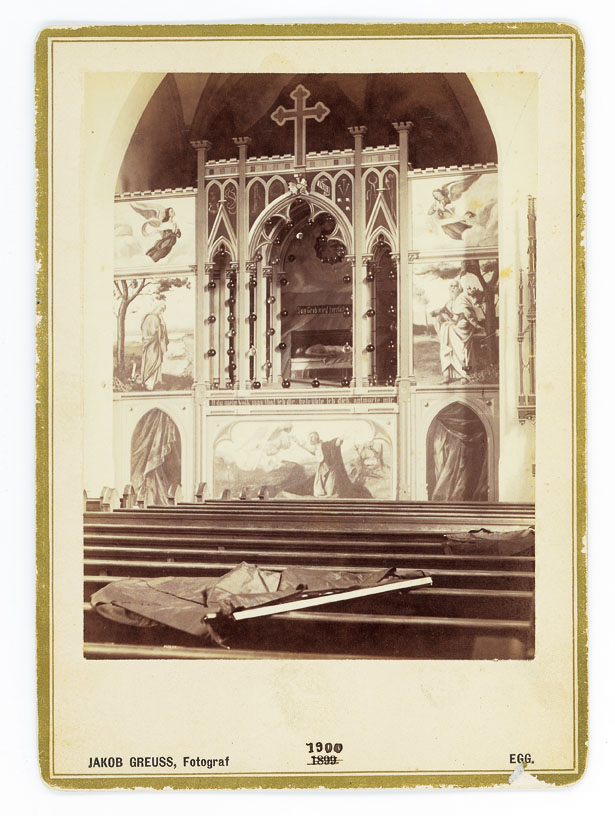
Heilig Grab, Pfarrkirche Egg, 1900

Das Heilig Grab wurde zum ersten Mal im Jahr 1900, in der Pfarrkirche St. Nikolaus in Egg aufgestellt. Kaspar Ritter entwarf eine Schaubühne, die mit einem mechanischen Effekt ausgestattet war, der die Inszenierung des Ostermysteriums ermöglichte. In einer theatralischen Darbietung verschwand der Leichnam Christi und erschien über der Grabkammer als Auferstandener in Engelsbegleitung. Dazu lieferte der Dornbirner Maler Alfons Luger (1869–1945) die Bilder. Das Egger Heilig Grab wurde später wiederholt um- und bis in die 1950er Jahre aufgebaut.

### Heimatstilvilla Nr. 499
Die repräsentative Heimatstilvilla Gerbe 499 aus dem Jahr 1900 ist ein zweigeschoßiger, holzverschindelter Blockbau auf gemauertem Kellerstock und findet seinen Abschluss im Satteldach. Giebelseitig sind alle Geschoße mit Holzlauben ausgestattet, die reich verziertes Schnitzwerk tragen. Die vorgezogene Steintreppe führt zum historizistischen Portal. Die sich im Inneren befindlichen intarsierten Parkettböden, Täfer und Stuckleistendecken, gedrechselte Stiegengeländer runden das Gesamtbild der Villa ab.

Villa im Heimatstil: Gerbe 499, 2007
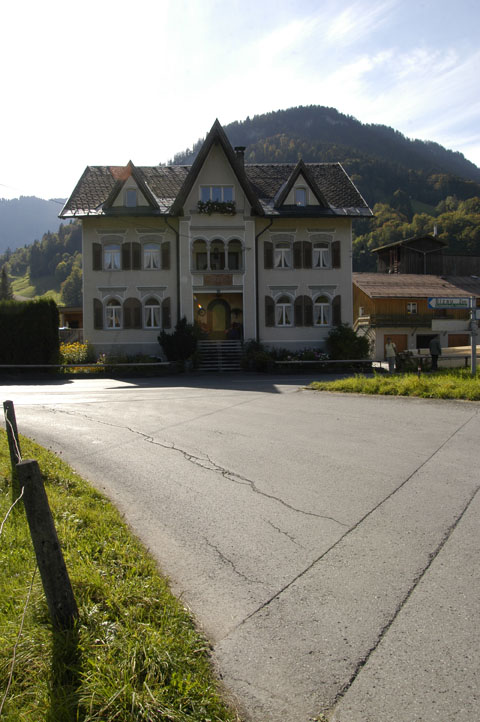
Ziegelei in Bezau, 2007
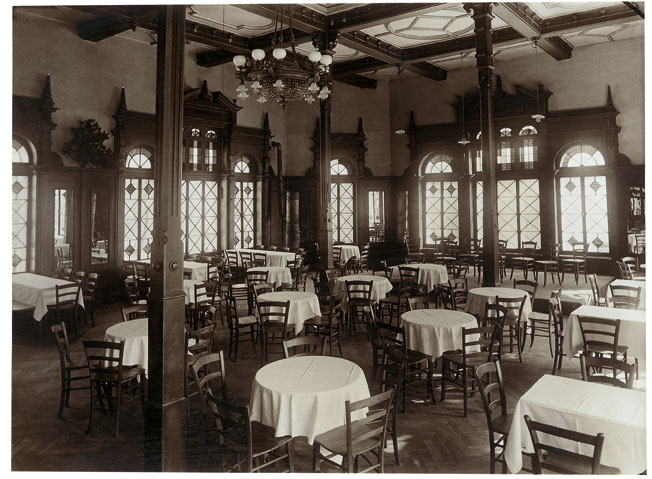
Innenausstattung, Löwensaal Egg, ca. 1900
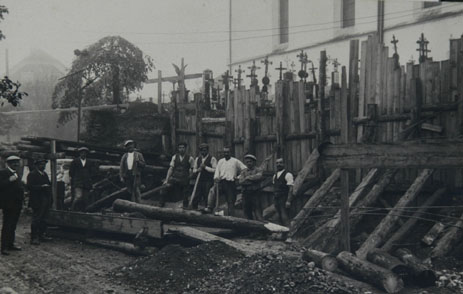
Kriegerdenkmal, Egg, 1927